# ساندرا (اسم)
ساندرا (بالإنجليزية: Sandra)‏ هو اسم علم مؤنث، يُعتبر اختصارًا لاسم ألِكْسانْدرا أو كاساندرا [الإنجليزية]. ألكساندرا هو الاسم الأنثوي من ألكساندر الذي يُعد رومنةً للاسم (باليونانية: Ἀλέξανδρος)‏ (ألكساندروس). يُفسرُ الاسم بشكلٍ عام على أنه يعني حامي الإنسان أو المدافع عن الإنسان.
يُعد اسم كاساندرا أيضًا رومنةً للاسم (باليونانية: Κασσάνδρα)‏. تُعرف كاساندرا في الميثولوجيا الإغريقية بأنها ابنة الملك بريام والملكة هيكوبا من طروادة، وكان قد أحبها أبولو ومنحها النبوءة، ولكن عندما علم أنها لا تُحبه، ألقى عليها لعنةً بأن لا يُصدقَ أحدٌ توقعاتها.
حسبَ قاموس المعاني فإنَّ ساندرا هو اسم علم يوناني الأصل، مُختصر من ألكساندرا، ومعناه: المُساعِدة أو الحامية.

## الشخصيات
- ساندرا بيم، طبيبة نفسية أمريكية
- ساندرا فابر، فلكية أمريكية
- ساندرا غيلبرت، أكاديمية أمريكية
- ساندرا هاردينغ، فيلسوفة أمريكية
- ساندرا برنهارد، ممثلة أمريكية

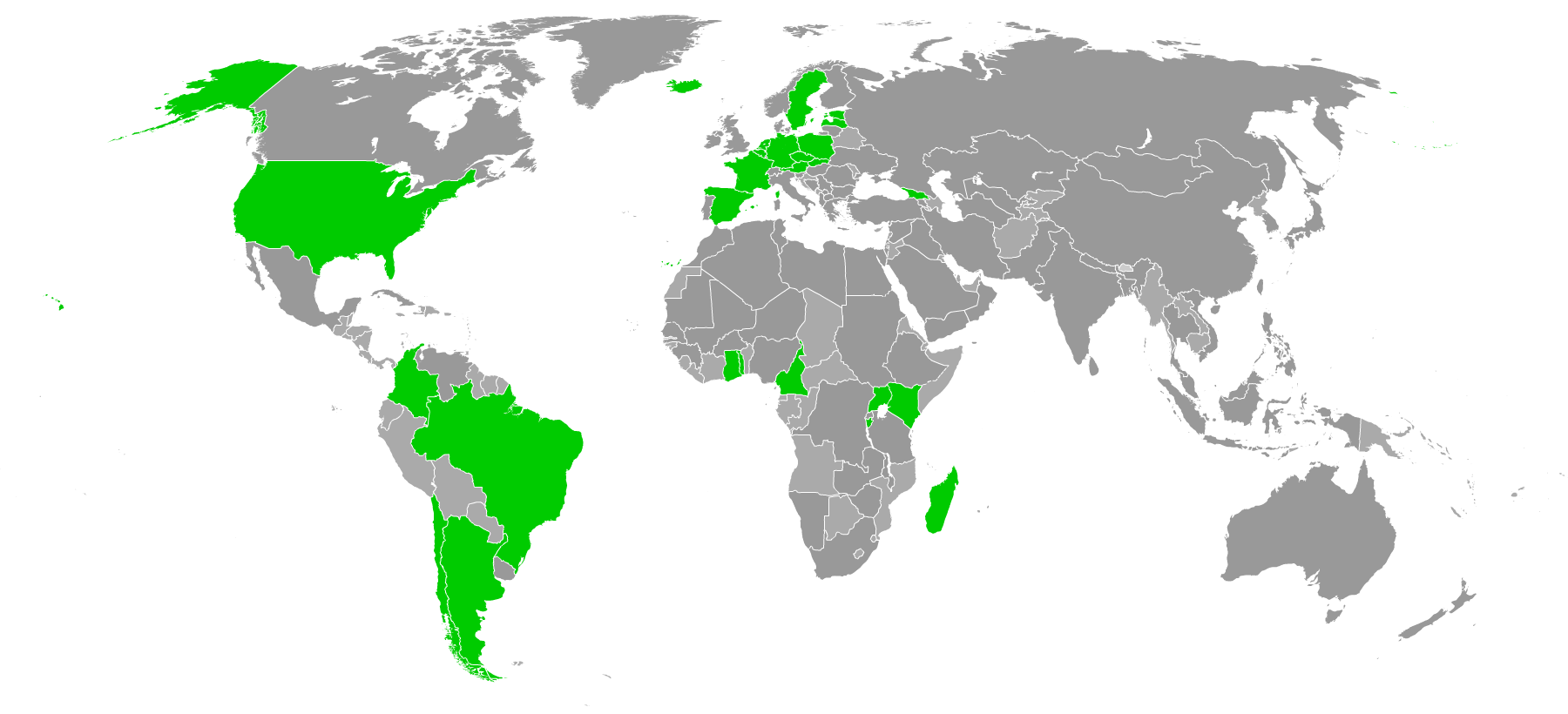
شعبية اسم ساندرا في العالم

- ساندرا بولوك، ممثلة أمريكية (ولدت في 1964)
- ساندرا دي، ممثلة أفلام أمريكية
- ساندرا ديكنسون، ممثلة أمريكية
- ساندرا إشيفيريا، ممثلة ومغنية مكسيكية
- ساندرا روبنسون، ممثلة أمريكية
- ساندرا غولد، ممثلة أمريكية
- ساندرا هس، ممثلة سويسرية
- ساندرا هولر، ممثلة ألمانية
- ساندرا ماكوي، ممثلة أمريكية
- ساندرا ميلو، ممثلة إيطالية
- ساندرا نيلسون (ممثلة)، ممثلة أمريكية
- ساندرا نج، ممثلة من هونغ كونغ
- ساندرا أوه، ممثلة كندية
- ليونارد نيموي، ممثلة أمريكية
- ساندرا بودن، رسامة أمريكية
- ساندرا (مغنية)، مغنية ألمانية
- ساندرا راوخ، ممثلة ألمانية
- ساندرا لي، مؤلفة وطاهية أمريكية
- ساندرا نشأت، مخرجة مصرية
- ساندرا يوسف، مغنية لبنانية
- ساندرا جوين، صحفية كندية
- ساندرا بيكويذ، قاضية أمريكية
- ساندرا لونش، قاضية أمريكية
- ساندرا شامبرز، مغنية إيطالية
- ساندرا كراوتش، ممثلة أمريكية
- ساندرا ماكراكين، مغنية أمريكية
- ساندرا ميهانوفيتش، مغنية أرجنتينية
- ساندرا تيلي، موسيقية أمريكية
- ساندرا رايت شن، رسامة أمريكية
- ساندرا كالنييت، سياسية لاتفية
- ساندرا رويلوفس، سيدة جورجيا الأولى
- ساندرا أثون كانالدا، بحارة إسبانية
- ساندرا مورغان، سباحة أسترالية
- ساندرا غاسر، رياضية سويسرية
- ساندرا غلوفر، رياضية أمريكية
- ساندرا كيث، رياضية كندية
- ساندرا نيلسون، سباحة أمريكية
- ساندرا بالمر، لاعبة غولف أمريكية
- ساندرا رينولدز، لاعبة تنس جنوب أفريقية
- ساندرا فولكر، سباحة ألمانية
- ساندرا فاغنر، رياضية ألمانية
- ساندرا براون، كاتبة أمريكية
- ساندرا إم. كاستيلو، شاعرة أمريكية
- ساندرا سيسنيروس، كاتبة وشاعرة أمريكية
- ساندرا ساباتيني، كاتبة كندية